# Каміла Соді
Каміла Гонсалес Соді (ісп. Camila González Sodi; нар. 14 травня 1986, Мехіко) — мексиканська акторка та модель.

## Біографія і кар'єра
Каміла Гонсалес Соді народилася 14 травня 1986 року в Мехіко (Мексика) в родині адвоката Фернандо Гонсалеса Парра та письменниці Ернестіни Соді. Племінниця Талії і Лаури Сапати.
Почала кар'єру моделі і акторки в 2002 році.

## Особисте життя
5 лютого 2008 року одружилася з актором Дієго Луна. У шлюбі народила сина Херонімо Луна (12 серпня 2008) і дочку Фіону Луна (1 липня 2010). Розлучилася 2013 року.

## Фільмографія

### Фільми
| Рік  |    | Українська назва           | Оригінальна назва             | Роль                      |
| ---- | -- | -------------------------- | ----------------------------- | ------------------------- |
| 2007 | ф  | Нічний буйвол              | El búfalo de la noche         | Ребека                    |
| 2007 | ф  | Погані дівчата             | Niñas mal                     | Піа                       |
| 2007 | ф  | Дефіцит                    | Déficit                       | Еліза                     |
| 2008 | ф  | Відроди в мені життя       | Arráncame la vida             | Лілія Асценсіо            |
| 2014 | кф | Пробудження                | El despertar                  | Жінка                     |
| 2014 | ф  | Кохання всього мого життя  | Amor de mis amores            | Андреа                    |
| 2015 | ф  | Із задоволенням            | El placer es mío              | Каміла                    |
| 2016 | ф  | Компадре                   | Compadres                     | Емілія                    |
| 2017 | ф  | Як розлучитися з придурком | Cómo cortar a tu patán        | Наталія                   |
| 2017 | ф  | Янгол в годиннику          | El ángel en el reloj          | Мартіна                   |
| 2017 | ф  | Шлях на Марс               | Camino a Mart                 | Віолетта                  |
| 2018 | ф  | Обережно: Грампі!          | Ahí viene Cascarrabias        | Принцеса Аманесер (голос) |
| 2021 | ф  | Екзорцизм Кармен Фаріас    | El exorcismo de Carmen Farías | Кармен Фаріас             |

### Серіали
| Рік  |   | Українська назва        | Оригінальна назва     | Роль                                 |
| ---- | - | ----------------------- | --------------------- | ------------------------------------ |
| 2004 | с | Невинність              | Inocente de ti        | Флор де Марія Гонсалес (Флоресіта)   |
| 2015 | с | Сеньйорита Порох        | Señorita Pólvora      | Валентина Карденас                   |
| 2015 | с | Чому ти не залишиш мене | A que no me dejas     | Пауліна Мюрат / Валентина Ольмедо    |
| 2016 | с | Невдале побачення       | Un mal date           | колишня                              |
| 2018 | с | Луїс Мігель: Серіал     | Luis Miguel: la serie | Еріка Каміль                         |
| 2018 | с | Дикий округ             | Distrito salvaje      | Жізель                               |
| 2018 | с | Фальшива особистість    | Falsa identidad       | Ісабель Фернандес / Каміла де Гевара |
| 2020 | с | Рубі                    | Rubí                  | Рубі Перес Очоа                      |